# Высота «Гамбургер»
«Высота „Гамбургер“», «Холм Мясорубка» (англ. Hamburger Hill, сравните с англ. hamburger meat — фарш) — драма Джона Ирвина о войне во Вьетнаме. Основан на реальных событиях сражения за высоту 937.

## Сюжет
Вьетнам, май 1969 года. Во взвод третьего батальона 101-й воздушно-десантной дивизии прибывает пятеро новичков. Сержант Адам Франц делает всё возможное, чтобы подготовить новых солдат к службе. Помимо пополнения, у взвода новый командир — лейтенант Идэн. Батальон получает приказ о взятии высоты 937, прозванную «Гамбургером». Солдаты вьетнамской армии, закрепившись на высоте, оказывают ожесточённое сопротивление. Взвод американских солдат вынужден неоднократно атаковать холм, постепенно превращающийся в бесплодную, выжженную пустошь. Бестолковый «огонь по своим» с боевых вертолётов становится причиной смерти многих атакующих. В промежутках между атаками солдаты США, пытаясь отдохнуть, ведут разговоры об антивоенных настроениях внутри американского общества, с которыми сталкиваются многие вернувшиеся с войны. Сержант Франц даже вступает в конфликт с журналистом и говорит ему, что имеет больше уважения к врагу, чем к репортёру. Спустя десять дней атак и потери практически всех бойцов высота взята.

## В ролях
- Теган Уэст — лейтенант Терри Иден
- Стивен Уэбер — сержант Деннис Вустер
- Дилан Макдермотт — штаб-сержант Адам Франц
- Дон Джеймс — сержант Эллиот Макдэниел
- Кортни Б. Вэнс — специалист Эйбрахам Джонсон
- Майкл Боатман — специалист Рей Мотаун
- Гарри О’Рейли — специалист Майкл Даффи
- Дэниел О’Шеа — специалист Фрэнк Гайдин
- Майкл Долан — специалист Гарри Мерфи
- Майкл Никлес — рядовой первого класса Пол Галвен
- Дон Чидл — рядовой первого класса Дэвид Уошберн
- Тим Куилл — рядовой первого класса Джозеф Белецки
- Томми Свердлоу — рядовой первого класса Мартин Бинсток
- Энтони Бэррил — рядовой первого класса Винсент Лангвилли